# Матилонг, Ричард
Ричард Кипкембои Матилонг — кенийский бегун на средние дистанции. Специализируется в беге на 3000 метров с препятствиями. Бронзовый призёр Олимпийских игр 2008 года. Бронзовый призёр чемпионата мира 2007 года и серебряный призёр чемпионата мира 2009 года. Двукратный серебряный призёр всемирного легкоатлетического финала в 2006 и 2007 годах. Двукратный чемпион Африки в 2008 и 2010 года. Победитель игр Содружества 2010 года.
На чемпионате мира 2011 года занял 7-е место.